# سیارک ۱۸۱۸۴
سیارک ۱۸۱۸۴ (به انگلیسی: 18184 Dianepark، نامگذاری:2000QR37) هجده هزار و صد و هشتاد و چهارمین سیارک کشف شده‌است که در ۲۴ اوت ۲۰۰۰ کشف شد.
قدر مطلق سیارک برابر ۱۷.۰ است.